# Turbot Air Cargo
Turbot Air Cargo is een Senegalese luchtvrachtmaatschappij met haar thuisbasis in Dakar.

## Geschiedenis
Turbot Air Cargo is opgericht in 2003.

## Vloot
De vloot van Turbo Air Cargo bestaat uit:(juni 2007)
- 1 Antonov An-26(A)
- 1 Antonov An-26B